# Stiftelsen för strategisk forskning
Stiftelsen för strategisk forskning (SSF) är en fri, oberoende aktör inom det offentliga forskningsfinansieringssystemet i Sverige. SSF finansierar forskning inom naturvetenskap, teknik och medicin. SSF är en av de stiftelser som bildades 1994 i samband med att löntagarfonderna avvecklades under den borgerliga regeringsperioden 1991–94.
Enligt stadgarna ska Stiftelsen stödja forskning inom naturvetenskap, teknik och medicin. Forskningen ska hålla högsta möjliga kvalitet, men också kunna nyttiggöras inom svensk industri och samhället I övrigt.
När stiftelsen bildades 1994 beslutade regeringen om en medelstilldelning på 6 miljarder kr. Nästan 12 miljarder kronor är utdelade sedan dess och i april 2014 hade stiftelsen, tack vare god kapitalförvaltning och börstillväxt,, ett kapital på ungefär 11 miljarder kronor.

## Forskningsprogram
SSF delar ut forskningsbidrag om cirka 600 miljoner kronor per år. SSF har finansierat forskarskolor, en form av forskarutbildning som fick betydelse för tillkomsten av de statligt finansierade forskarskolorna.
Synergibidrag, tidigare rambidrag, stöder ett antal forskare från en stor forskargrupp eller från ett fåtal oberoende forskargrupper, samlokaliserade eller vid olika högskolor eller institut, som samverkar för att lösa ett viktigt forskningsproblem. SSF stöder också strategiska forskningscentra. SSF stöder även unga forskare genom programmen Framtidens forskningsledare och Ingvar Carlsson Award. I en programform stimuleras mobilitet mellan högskola och industri i båda riktningarna.

## Organisation
Stiftelsen leds av en verkställande och en administrativ direktör direkt under stiftelsens styrelse. Till sin hjälp har de ett kansli på ca 15 personer och en beredningsorganisation som involverar ett stort antal svenska och utländska forskare samt företrädare för näringsliv och samhälle.
Stiftelsen fick stor uppmärksamhet i media år 2012, då styrelsen hade beviljat stora summor pengar till ett 15-årsjubileum och till pr-uppdrag, utan hänsyn till lagen om offentlig upphandling, till pr-konsulten Micael Bindefeldt. Till följd av detta avgick den dåvarande VD:n Lars Rask och ordföranden Ulla-Britt Fräjdin-Hellqvist. En granskning av verksamheten gjordes av Kungliga Vetenskapsakademien och Kungliga Ingenjörsvetenskapsakademien och deras rapport publicerades 2013. Granskningsrapporten fann att ansvaret för pr-evenemangen låg på styrelseordföranden, styrelsen och revisorerna. Den friade alltså Rask från ansvar.
Verkställande direktörer
- 1994–1998: Ingvar Lindgren
- 1999–2005: Staffan Normark
- 2005–2012: Lars Rask
- 2012–2013: Torbjörn Fagerström (tillförordnad)
- 2013- Lars Hultman

## Rapporter
Tillsammans med nationalekonomen Stefan Fölster gav stiftelsen 2014 ut rapporten "Vartannat jobb automatiseras inom 20 år", som fick stort genomslag i samhället och i media. Rapporten handlar om den pågående digitaliseringen och vilka konsekvenser det får för den svenska arbetsmarknaden. Beräkningarna utgår från en tidigare gjord studie vid Oxford University för den amerikanska arbetsmarknaden, omräknad för den svenska arbetsmarknaden. Under Almedalen 2014 anordnade stiftelsen seminariet "Busy doing nothing" med samma tema och med Andrew Mcafee, författare av boken "the seccond machine age", som huvudtalare, vilket även det uppmärksammades stort i media.
Året därpå, 2015, utkom uppföljningen om vilka nya jobb som kan skapas på grund av digitaliseringen, "De nya jobben i automatiseringens tidevarv"
2016 arrangerade stiftelsen Almedalsseminariet "Skurk, sjuk eller släkt - vem ska ha ditt DNA?" och gav ut en rapport med samma namn, även detta fick uppmärksamhet i media.